# دولغان (آبجدان)
دولغان (بالفارسية: دولگان) هي منطقة سكنية تقع في إيران في قسم آبجدان الريفي. يقدر عدد سكانها بـ 0 نسمة بحسب إحصاء 2016.